# Boris Brejcha

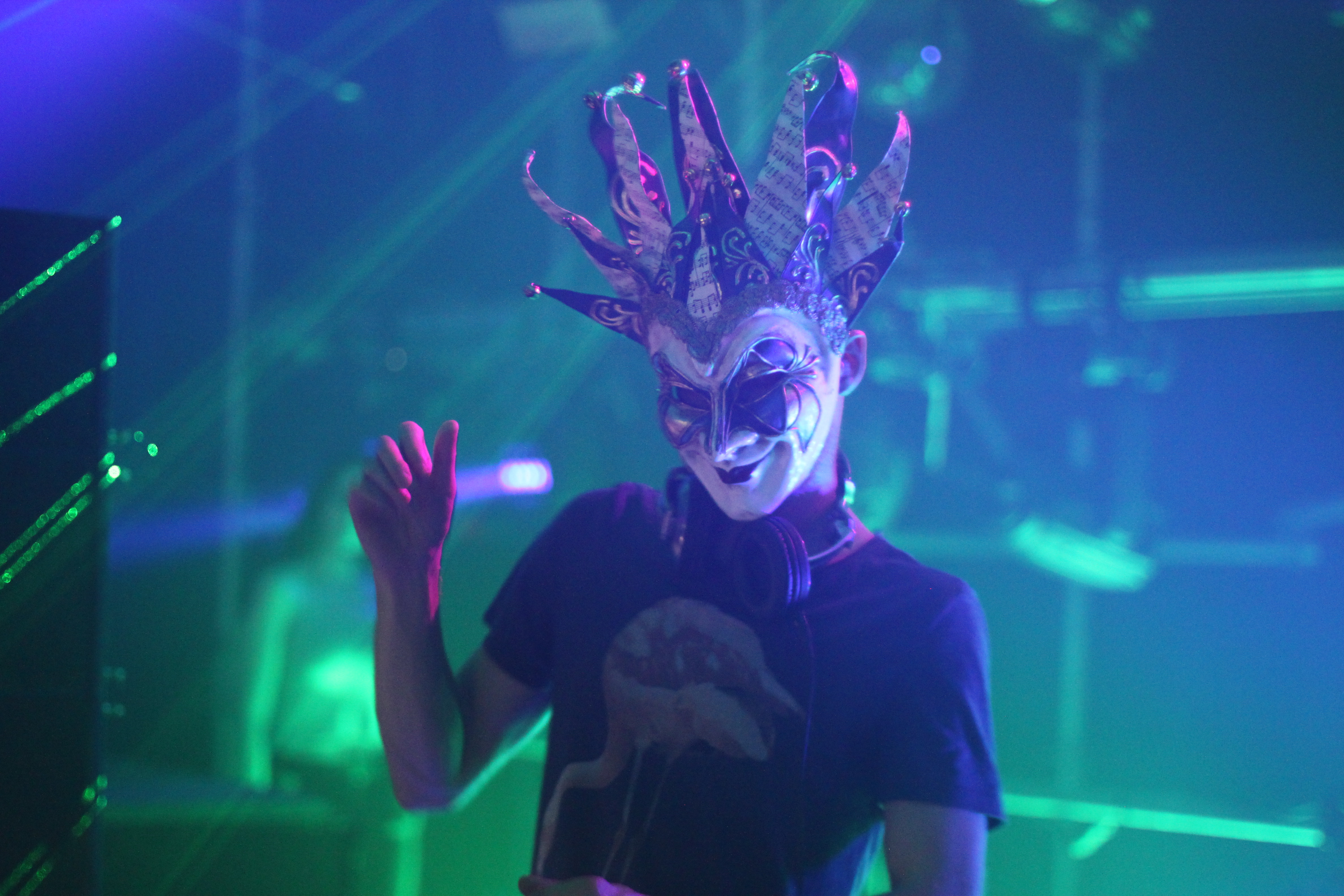
Boris Brejcha mit venezianischer Maske (2017)

Boris Brejcha (* 26. November 1981 in Ludwigshafen am Rhein) ist ein deutscher DJ und Musikproduzent. Er selbst beschreibt seinen Musikstil als „High-Tech Minimal“. Sein Markenzeichen ist eine venezianische Maske, welche er bei Konzerten für einen Teil seiner Auftrittszeit trägt.

## Leben
Als Sechsjähriger wurde Brejcha als Zuschauer beim Flugtagunglück von Ramstein (1988) durch Verbrennungen schwer verletzt, von welchen er heute noch Narben trägt. Er gab an, wegen dieser Narben in der Schule gehänselt worden zu sein und nur wenige Freunde gehabt zu haben. Dadurch habe er viel Zeit allein verbracht, wobei er früh eine Leidenschaft in der Musik fand. Seit seiner Kindheit spielt Brejcha Schlagzeug und Keyboard; als Schüler war er ein halbes Jahr lang Schlagzeuger in einer Band.
Kurze Zeit später brachte ihm ein Klassenkamerad eine CD der niederländischen Hardcore-Techno-Veranstaltung Thunderdome, was Brejchas erste Erfahrung mit dem Genre darstellte. Im Alter von zwölf Jahren begann er dann selbst, hobbymäßig elektronische Musik zu produzieren, in der Anfangszeit jedoch überwiegend Trance.
Wegen seines neuen Hobbys brach Brejcha die Schule ab und absolvierte eine Ausbildung als Speditionskaufmann. Im Anschluss arbeitete er eine Zeit lang halbtags bei der Telekom Deutschland, was ihm mehr Zeit für seine Musik gab.
2006 startete er mit seinen beiden Singles Monster und Yellow Kitchen seine Karriere als Tech-House-Produzent bei dem Label Autist Records. Noch im selben Jahr hatte er auch seinen ersten Auftritt als DJ beim Festival Universo Paralello in Brasilien. Ein Jahr später wurde er nach mehreren weiteren veröffentlichten Tracks von der Zeitschrift Raveline zum „Ausnahmetalent 2007“ ernannt, was seinen Durchbruch in der Elektro-Szene darstellte.
Im Jahr 2015 gründete Brejcha nach mehreren Jahren der erfolgreichen Zusammenarbeit mit dem Plattenlabel Harthouse sein eigenes Musiklabel, das er Fckng Serious nannte. Außer ihm sind noch die Musiker Deniz Bul, Ann Clue, Moritz Hofbauer und das Duo Theydream bei dem Label unter Vertrag.
Nachdem die Musik Brejchas vor allem in Südamerika große Beliebtheit genoss, sorgte 2017 ein Auftritt vor dem Schloss Fontainebleau in Frankreich dafür, dass er auch in Europa einen hohen Bekanntheitsgrad erreichte. Ein Mitschnitt der Veranstaltung, der von der Musikplattform Cercle veröffentlicht wurde, erreichte online mehr als 40 Millionen Klicks (Stand: April 2025). Es folgten weitere Auftritte, deren Konzertmitschnitte von Cercle veröffentlicht wurden: 2019 im Grand Palais in Paris sowie 2022 im Amphitheater von Nîmes. Im Juli 2019 veröffentlichte Brejcha den Track Gravity (feat. Laura Korinth) bei Ultra Music.

## Diskografie

### Alben
- 2007: Die Maschinen sind gestrandet
- 2008: Mein Wahres Ich
- 2010: My Name Is
- 2011: My Name Is – The Remixes
- 2013: Feuerfalter – Part01
- 2014: Feuerfalter – Part02
- 2014: Feuerfalter – Special Edition
- 2016: 22
- 2016: DJ Mixes Single Tracks
- 2020: Space Diver
- 2021: Never Stop Dancing
- 2024: Level One

### Singles
- 2006: Monster
- 2006: Yellow Kitchen
- 2007: Fireworker Remixes
- 2007: White Snake
- 2007: Outer Space
- 2007: Die Maschinen sind gestrandet
- 2007: Die Maschinen kontrollieren uns
- 2007: Die Milchstraße
- 2007: Who Is Your Man
- 2008: Lost Memory
- 2008: Aquilah
- 2009: Joystick
- 2009: Commander Tom
- 2009: Magic Gum
- 2009: Schaltzentrale
- 2010: Diffusor
- 2011: Sugar Baby
- 2011: James Bond
- 2011: Rührschüssel
- 2012: Schaltzentrale The Remixes
- 2012: Farbenfrohe Stadt
- 2012: Der Mensch wird zur Maschine
- 2012: That’s The Funky Shit
- 2013: Der Alchemyst
- 2013: We Go
- 2013: Everybody Wants to Go to Heaven
- 2014: Hashtag
- 2015: SAW
- 2015: Schleierwolken
- 2015: R U FCKNG SERIOUS
- 2015: I am the Joker
- 2015: Everybody Wants To Go To Heaven – Remixes
- 2015: Young and Stupid
- 2015: S.P.A.C.E.
- 2016: Out of Brain
- 2016: Acid Attack
- 2016: Sir Ravealot
- 2016: FEAR
- 2017: Space Gremlin
- 2017: Bleeding Heart
- 2018: Devil
- 2019: Gravity (feat. Laura Korinth)
- 2019: Happinezz (feat. Ginger)
- 2021: Purple Noise (Remixes Part 1)
- 2021: Spicy (feat. Ginger)
- 2021: Take a Ride
- 2021: Vodka & Orange
- 2022: I Want You (feat. Ginger)
- 2023: Atomic Heart (feat. Yana Blinder)
- 2023: Level One
- 2023: Wormhole
- 2024: Space X
- 2024: Vienna (feat. Malena Narvay)
- 2024: Universe Of Love
- 2024: Dimension
- 2024: Miracle (feat. Leony)
- 2024: Atlantis
- 2024: Terminal Zero
- 2024: Anything Else
- 2024: Milky Way
- 2024: End Of Time
- 2024: One Paradise
- 2024: Message In A Bottle (feat. Ginger)
- 2024: Vienna (feat. Malena Narvay)
- 2024: Rave City (feat. Ginger)
- 2024: Sleeping World
- 2024: Ice Cave
- 2024: Flockentanz (Remake 2024)
- 2024: U Ready for This
- 2024: Save My Soul (X Diplo)
- 2024: Kick It [Edit]
- 2025: Die Maschine auf Diskette 2
- 2025: Reflections
- 2025: Bells Of Eternity
- 2025: Python
- 2025: XOXO
- 2025: 16 Red Even
- 2025: Ginger

## Auszeichnungen für Musikverkäufe
| Goldene Schallplatte - Mexiko - 2024: für die Single Gravity |

| Land/RegionAuszeichnungen für Musikverkäufe (Land/Region, Auszeichnungen, Verkäufe, Quellen) | Gold  | Platin | Verkäufe | Quellen         |
| -------------------------------------------------------------------------------------------- | ----- | ------ | -------- | --------------- |
| Mexiko (AMPROFON)                                                                            | Gold1 | —      | 30.000   | amprofon.com.mx |
| Insgesamt                                                                                    | Gold1 | —      |          |                 |